# Gustav Kullmann
Gustav Kullmann (* 24. November 1848 in Engelrod; † 1938) war ein deutscher Jurist und Präsident des Landgerichts Gießen.

## Leben
Nach seiner juristischen Ausbildung kam Gustav Kullmann in den Justizdienst und war am 28. April 1877 Assistent am Landgericht Seligenstadt, wo er bis zu dessen Auflösung im Jahr 1879 blieb. Am neu errichteten Amtsgericht Seligenstadt erhielt er am 18. Juni 1879 eine Anstellung als Amtsrichter. Zehn Jahre später wechselte er nach Gießen, wo er zunächst als Richter am Amtsgericht Gießen tätig und später Präsident des Landgerichts Gießen war.
Am 22. November 1915 bat er um seine Versetzung in den Ruhestand, die zum Jahresbeginn 1916 wirksam wurde.

## Ehrungen
- 25. November 1910 Verdienstorden Philipps des Großmütigen Komturkreuz II. Klasse
- 22. November 1915 Wirklicher Geheimrat mit dem Prädikat Exzellenz